# Civcity: Rome
CivCity: Rome är ett stadsbyggarspel till Microsoft Windows som kom ut 2006. CivCity: Rome utvecklades av Firefly Studios och Firaxis och släpptes av 2K Games på CD, DVD och för digital nedladdning.